# Mátrai muskotály
A Mátrai muskotály egy magyar nemesítésű fehérborszőlő-fajta. Kozma Pál és Sz. Nagy László állították elő 1952-ben az Izsáki és az Ottonel muskotály keresztezésével.

## Leírása
Nem elterjedt fajta, eddig keveset telepítettek belőle. A Mátrai-, az Egri-, és az Etyek-Budai borvidéken jellemző.
Levele nagy, kerek, alig tagolt, nyílt vállöblű. Lombja sűrű, ezért fokozott zöldmunkát igényel.
Bőtermő. Fürtje nagy, vállas, tömött. Október első felében érik, nem túl magas (16-17) mustfokkal. Fagyérzékeny. Sárgászöld színű bora általában könnyű, kissé vékony, enyhén muskotályos illatú és zamatú, muskotályos jellegű. Íze miatt "inkább női bor". A 2004-es bortörvény szerint a belőle készült bor muskotályként forgalmazható Borfajtái: Muskotály Cuvée, Mátrai Muscat Ottonel. Törkölypálinka készítésére is használják.